# Schnelleempfänger
Ein Schnelleempfänger ist ein Sensor, der die Schallschnelle, also die Luftpartikelgeschwindigkeit, misst. Manchmal werden auch Geschwindigkeitsempfänger als Schnelleempfänger bezeichnet.

## Messprinzip
Die Schallschnelle wird üblicherweise mit Hitzdraht-Sensoren gemessen. Diese Sensoren besitzen keine Membran wie ein Mikrofon, sondern sehr feine Drähte, die durch elektrische Ströme erhitzt und durch die Schnellebewegung der Luft mehr oder weniger gekühlt werden. Die dadurch bewirkten Widerstandsänderungen werden ausgewertet. Sind die Drähte zu dick, um im Temperaturverlauf den einzelnen Schwingungen folgen zu können, bestimmt der Schnelleempfänger nur den Effektivwert der Schnelle. Nur Empfänger mit sehr dünnen Drähten können auch als Mikrofon verwendet werden, wenn auch nicht für Tonstudioanwendungen.
Die Schallschnelle wird zur Erklärung des Verhaltens bei der Schallaufnahme durch Mikrofone nicht benötigt, denn Mikrofonmembranen werden durch Kräfte bewegt, die durch Drücke bzw. Druckdifferenzen verursacht werden. So reagieren Richtmikrofone auf Druckdifferenzen, also auf den Druckgradienten, nicht jedoch auf die Schallschnelle. Auch das Bändchenmikrofon nicht, obwohl es häufig in Lehrbüchern als Schnellemikrofon bezeichnet wird. Das Bändchen galt als so leicht, dass man früher irrtümlich glaubte, es würde der Luftteilchenbewegung unmittelbar folgen. Das ist aber nicht der Fall, wie ein rechnerischer Vergleich der Geschwindigkeiten zeigt.
Der Quotient zwischen Schalldruck und Schallschnelle heißt Schallkennimpedanz. Er ist mitnichten eine physikalische Konstante.
{\displaystyle {{\underline {Z}}_{F}}={\frac {\ {\underline {p}}\ }{\ {\underline {v}}\ }}}
Im Fernfeld ist dieser Quotient abhängig vom Ausbreitungsmediums (Luft: ~400 Ns/m³, Wasser: ~1500000 Ns/m³), bei Übergang von einem
dichten in ein dünnes Ausbreitungsmedium (Lautsprecher => Luft, menschlicher Sprecher => Luft) kommt es durch Totalreflexion an der Mediumgrenze im Nahfeld nach diesem Übergang zu einer Disparität zwischen Schalldruck und Schallschnelle (sehr hohe Schallschnelle im Verhältnis zum aufgebauten Schalldruck, da die Luft kaum einen Widerstand für die Bewegung der Schallwandler darstellt, dazu ist diese um fast 90° phasenverschoben), die sich erst im Fernfeld wieder abbaut (dabei stellt sich zwischen beiden Größen wieder das Verhältnis {\displaystyle {Z_{F}}} ein und die Phasenverschiebung verschwindet).
Mikrofone, die reine Druckempfänger sind, reagieren nur auf den Schalldruck und weisen keinen Proximity-Effekt auf.
Mikrofone, die auch etwas auf Schallschnelle reagieren, weisen im jeweiligen Nahfeld abhängig Verhältnis von der Wellenlänge und dem Abstand eine weitere Empfindlichkeitskomponente auf, die zu einer Überbetonung von tiefen Frequenzen führt. Dafür benötigt man keine reinen Schnelleempfänger, sondern eine geringe Empfindlichkeit für Schallschnelle reicht aus.
| Stoff                    | Schallschnelle | Schalldruck | Schallkennimpedanz  | Bemerkung                                      |
| ------------------------ | -------------- | ----------- | ------------------- | ---------------------------------------------- |
| Luft                     | 2,5 m/s        | 1030 Pa     | 00.000.413 Ns/m³    | Fernfeld                                       |
| Wasser                   | 2,5 m/s        | 3,7 MPa     | 01.480.000 Ns/m³    | Fernfeld                                       |
| Aluminium                | 2,5 m/s        | 42 MPa      | 16.800.000 Ns/m³    | Fernfeld                                       |
| 18"-Lautsprecher, 100 Hz | 2,5 m/s        | 5 Pa        | 00.000.002 Ns/m³    | Nahfeld an der Membran, Eminence OMEGA PRO-18C |
| 2"-Lautsprecher, 100 Hz  | 2,5 m/s        | 0,55 Pa     | 00.000.000,22 Ns/m³ | Nahfeld an der Membran, Tang Band W2-2040S     |

Einfach ausgedrückt machen Lautsprecher (und viele andere Schallquellen) im Nahfeld viel „Wind“ ohne Schalldruck aufbauen zu können.